# Coët-ar-Blei
 Die Steinreihe von Coët-ar-Blei (auch Coët-er-Blei oder La Chaise de César genannt) liegt an der „Chemin des Megalithes“ (deutsch „Straße der Megalithen“) im Wald nördlich des Weilers Crucuno, bei Erdeven im Département Morbihan in der Bretagne in Frankreich.
Die Nordwest-Südost orientierte Reihe ist größer als sie im Wald erscheint. Die 120 Steine bilden das Ende einer etwa 2,5 km langen unterbrochenen Anordnung von Menhiren, die bei Kerzerho beginnt. Sie schlängelt sich durch die Mané Bras Wälder um bei Coët ar Blei zu enden.
Einige Menhire sind bis zu 2,8 Meter hoch. Etwa 30 stehen noch in etwa 10 nicht immer geraden Reihen, mit dem größten Stein in jeder Reihe zueinander ausgerichtet, eine Art Schachbrett bildend. Ein Schälchen ist auf einem 2,5 m langen liegendem Block sichtbar.
La Chaise de César (deutsch „Caesars Stuhl“) ist ein großer, durch Beschädigung stuhlförmig geformter Stein, der als Stirnstein Teil einer Reihe der Ausrichtung ist.

## In der Nähe
- Crucuno, Dolmen und Steinkreis
- Mané Braz, Dolmen
- Mané Groh, Dolmen